# Ruellia discifolia
Ruellia discifolia är en akantusväxtart som beskrevs av Daniel Oliver. Ruellia discifolia ingår i släktet Ruellia och familjen akantusväxter. Inga underarter finns listade i Catalogue of Life.